# Зорбинг

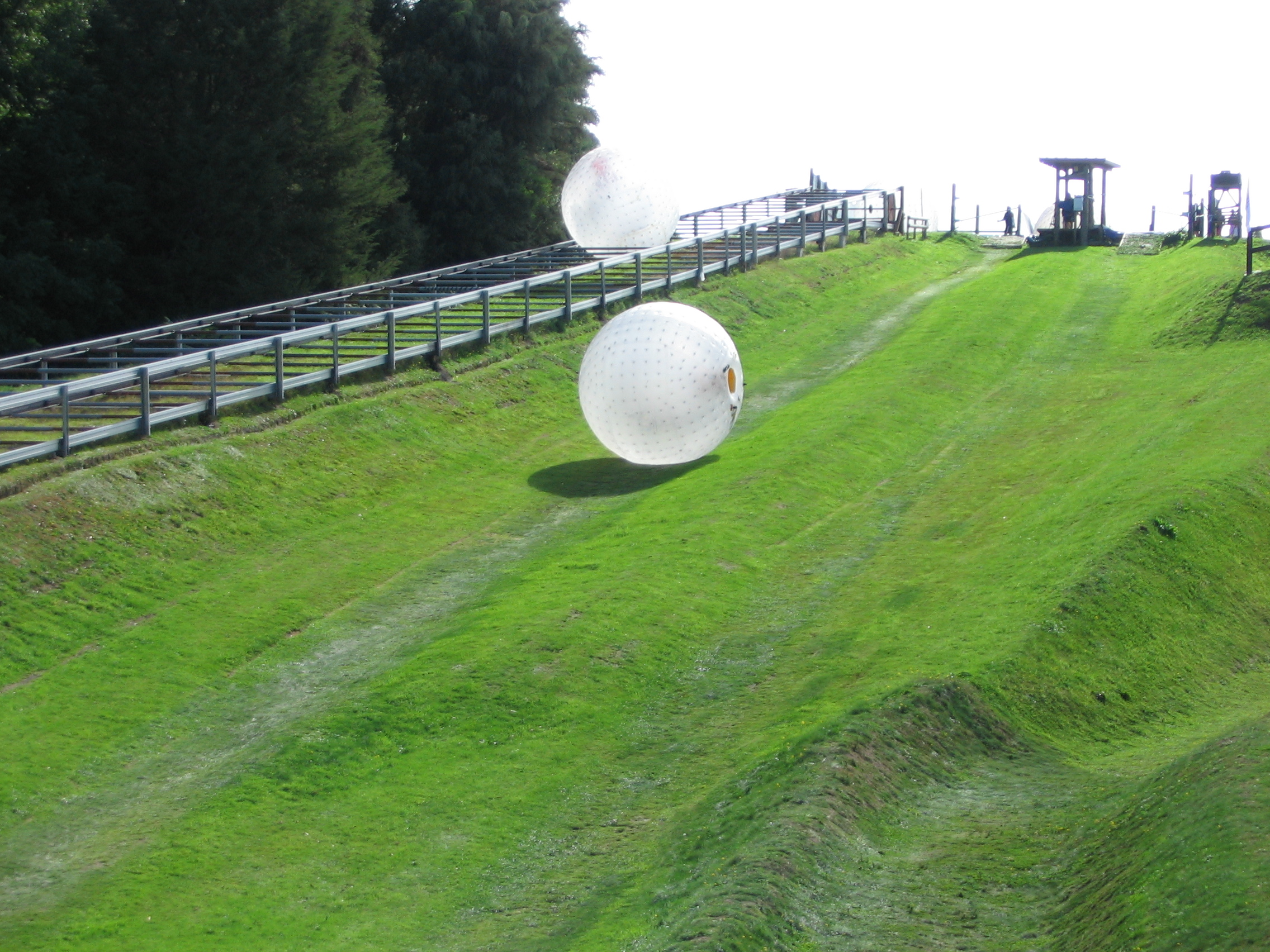
Катящийся с горы зорб

Зо́рбинг — экстремальный аттракцион, вид активного отдыха, заключающийся в спуске человека в прозрачном шаре — зорбе — с горы или связанный с пересечением водоёмов внутри аналогичного шара. Разновидностью применения является бег внутри зорба по горизонтальной поверхности при отсутствии комплекта подвесных систем.

## Устройство
Зорб представляет собой шар из полиуретана или поливинилхлорида, состоящий из двух сфер, пространство между которыми заполнено воздухом. Во внутренней сфере зорба находится один или два комплекта подвесной системы (harness) для надёжной фиксации пассажира зорба, которого называют «зорбонавт». Стандартный зорб имеет объём порядка 13 кубических метров и весит приблизительно 75 килограммов. Оптимальные размеры зорба для двух человек: внешний диаметр 3,2 метра, внутренний диаметр — 1,8 метра. Две сферы крепятся между собой специальными стропами из материала — капроновый или полипропиленовый шнур. Соединительные стропы обеспечивают равномерность нагрузки, а воздушная «подушка» между сферами — амортизацию при спуске. В качестве опции, зорб может комплектоваться «светящимися» стропами, которые изготовлены из специального флуоресцентного шнура либо имеющие светоотражающий эффект, а также с установленными светодиодными линейками.

## История

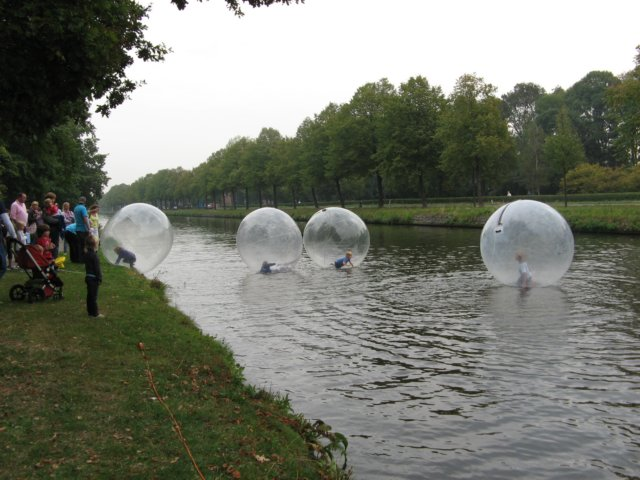
Аквазорбинг

Первые зорбы появились в 1973 году. В 1990-е гг. новозеландцы Дуэйн Ван Дер Слюйс и Эндрю Эйкерс существенно усовершенствовали аппарат и привели его к нынешнему виду. Распространяются в Европе, Китае, Аргентине.

## Водные сферы

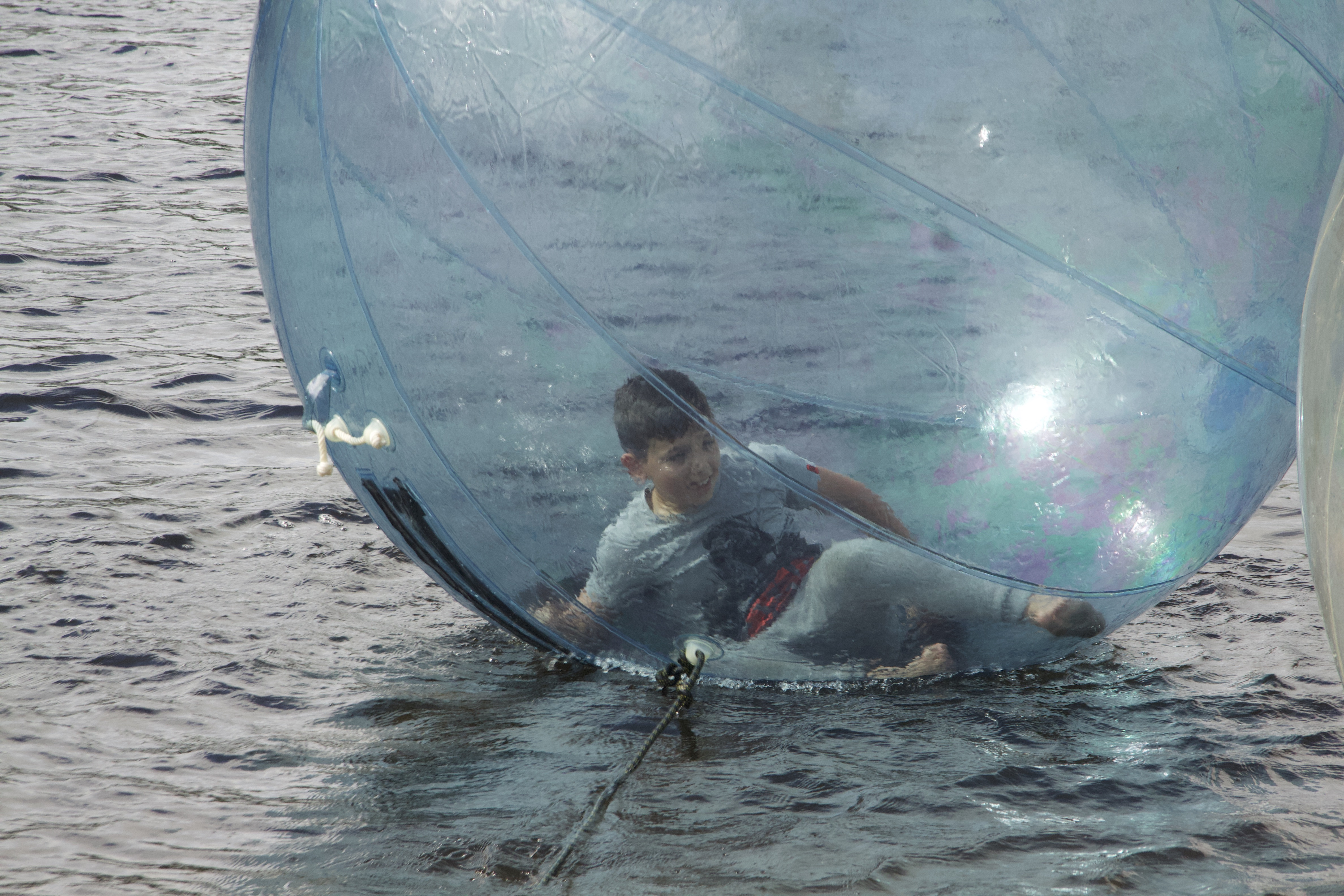
Водный шар

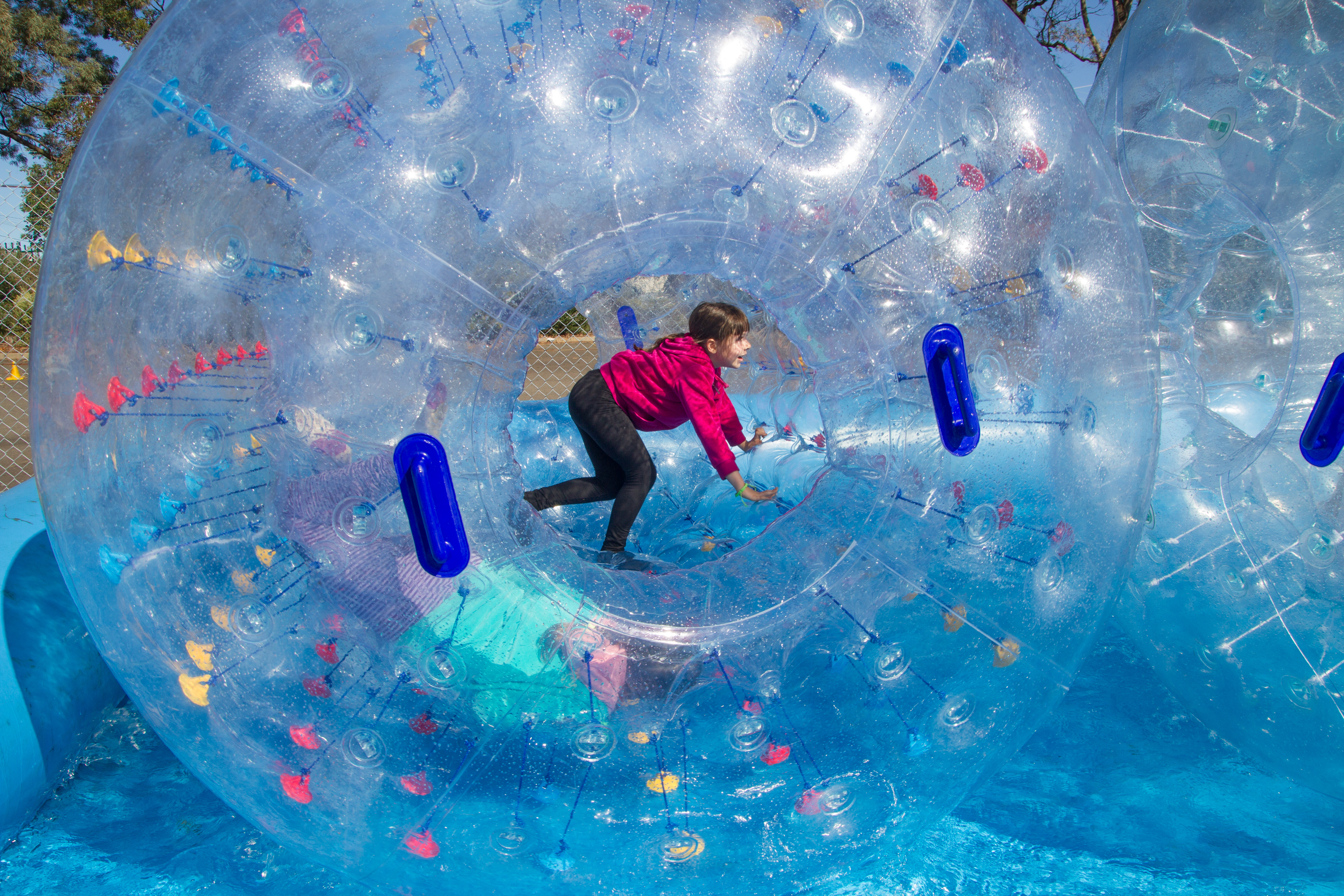
Водный цилиндр

Во́дная сфера — прозрачный шар из поливинилхлорида (ПВХ) или термополиуретана (англ. Thermoplastic polyurethane), предназначенный для хождения по воде. Диаметр водных шаров обычно составляет от 1,8 до 2,2 метров, толщина стенок от 0,8 до 1,2 миллиметра. Термополиуретан (ТПУ, TPU) считается более качественным материалом, так как дольше сохраняет прозрачность и более мягок по сравнению с ПВХ.
Водный шар весит около 15 килограммов и надувается примерно за одну минуту — все зависит от мощности и вида насоса. В спокойном состоянии человек может пробыть в шаре до 30 минут, при активном беге до 10 минут. Если находиться в шаре дольше, можно почувствовать сильную усталость от нехватки воздуха. Во время катания шар привязывается к берегу, рекомендуется присутствие на берегу как минимум двух человек.
Многие впервые узнали о возможности передвижения в водном шаре из видеоклипа на песню группы Beach Boys Getcha Back (англ. Getcha Back) (1985).
Есть принципиальная разница в конструкции водного шара и зорба. Зорб — это две сферы, одна внутри другой, между которыми накачивается воздух. Человек попадает внутрь зорба, через отверстие, зорб при этом остаётся надутым. Водный шар — это только одна сфера, воздух накачивается прямо внутрь аттракциона. Внутрь водного шара человек попадает через отверстие с молнией, только когда шар в спущенном состоянии. Надувается водный шар уже с человеком внутри.

### Техника безопасности при нахождении в водной сфере
Высказываются мнения

, что водные шары небезопасны, по следующим причинам:
- Отсутствие аварийного выхода или устройства для самостоятельной эвакуации из шара. Человек, особенно ребёнок, внутри шара не сможет легко покинуть его самостоятельно, если вдруг почувствует дискомфорт или недомогание. При надрыве сферы, при гидропрогулке, у человека не будет абсолютно никакой возможности покинуть данный шар.
- Риск удушья. Шар герметичен, и в результате дыхания в нём уменьшается количество кислорода и увеличивается содержание углекислого газа.
- Риск утонуть. Хотя шары обычно плавают на мелководье, их часто применяют на открытой воде — реках и озёрах. Существует возможность случайного разрыва оболочки шара, после чего он потеряет плавучесть. Даже если человек внутри умеет плавать, оболочка шара не позволит ему это сделать, покинуть шар быстро он также не сможет.
- Столкновение с твёрдым предметом может привести к травме, поскольку тонкая оболочка шара не в состоянии смягчить удар[6].

Все продавцы (или производители) обязаны выдавать при покупке правила техники безопасности для водных шаров. Только при чётком соблюдении этих правил, покупатель (потребитель) может свести риск угрозы для своей жизни или здоровья к минимуму.

## Несчастные случаи
Комиссия по безопасности потребительских продуктов США (CPSC) сообщила как минимум о двух несчастных случаях во время использования шаров, и рекомендовала прекратить их эксплуатацию.
3 января 2013 года в Домбае, в Карачаево-Черкесии произошла трагедия: двое молодых людей должны были спуститься со склона в надувном шаре — зорбе, однако шар в конце трассы не остановился, а изменил траекторию движения и скатился в пропасть. В итоге 33-летний житель Ставрополья Владимир Щербов получил травмы, а его приятель, 27-летний Денис Бураков, погиб. Трагический случай был снят на видео.